# ジョン・オズボーン (劇作家)

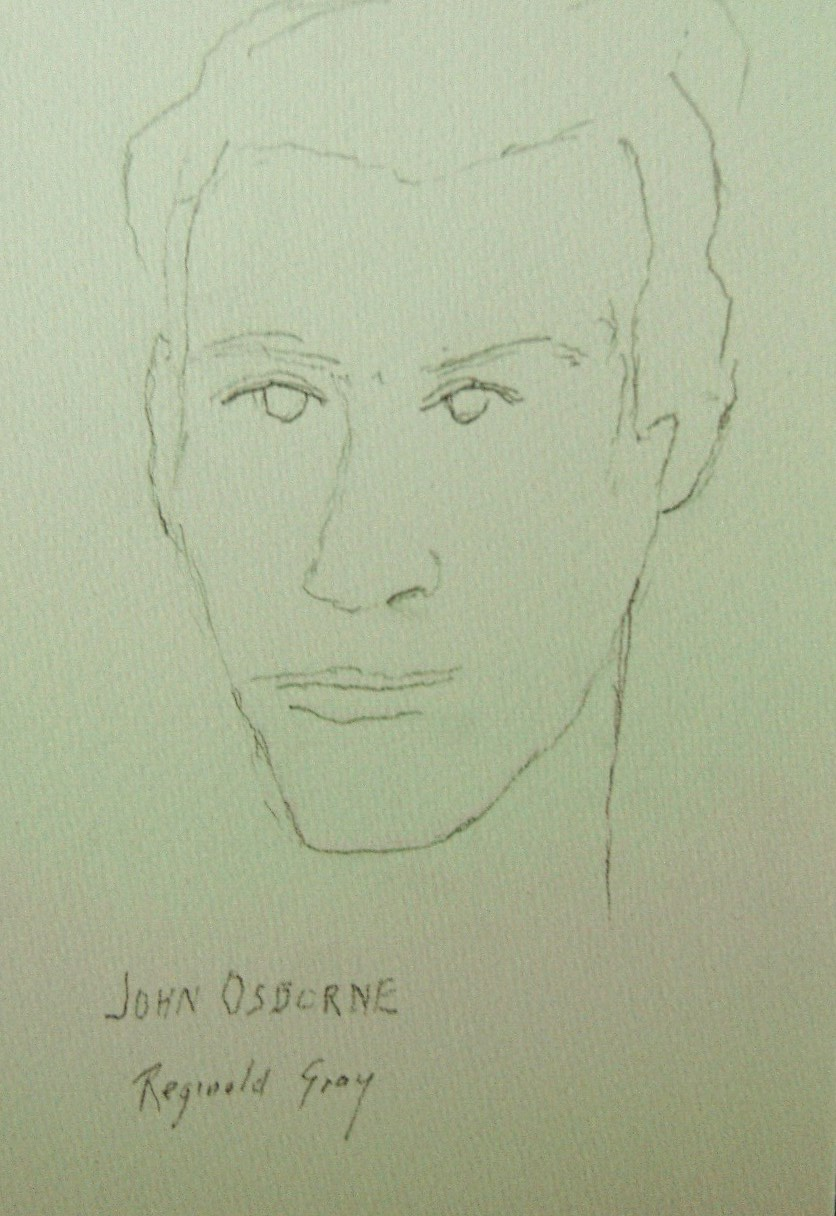
ジョン・オズボーン（1957年、 レジナルド・グレイによる自画像）

ジョン・オズボーン（John Osborne, 1929年12月12日 - 1994年12月24日）は、イギリスの劇作家。一般には『怒りをこめてふり返れ』で知られる。

## 来歴
宣伝美術家の父とバーのウェイトレスの息子としてロンドンに生まれ、1941年に父を亡くしたのち、デヴォンのパブリック・スクールに入るも退学。そののち俳優となるが、無名に甘んじていた。1956年5月8日に、『怒りをこめてふり返れ』の初演がなされて劇壇、ならびに一般の観客たちにも多大なる衝撃を与え、キングズリー・エイミス、アラン・シリトー、アーノルド・ウェスカーらとともに、アングリー・ヤング・メンを代表する作家のひとりとみなされた。なお、このアングリー・ヤング・メンという名称じたいが、『怒りをこめて振りかえれ』に由来している。
こののちも、『寄席芸人』（1957年）『ルター』（1961年）などの作品を書いたものの、人気はしだいに下降し、人気を失った大御所として扱われることも多かった。

## 主な作品
- 『怒りをこめてふり返れ』Look Back in Anger, 1956
- 『寄席芸人』The Entertainer, 1957
- 『ルター』Luther, 1961
- 『認められぬ証言』Inadmissible Evidence, 1964
- 『私のための愛国者』A Patriot for Me, 1965